# Bupleurum dianthifolium
Bupleurum dianthifolium är en flockblommig växtart som beskrevs av Giovanni Gussone. Bupleurum dianthifolium ingår i släktet harörter, och familjen flockblommiga växter. Utöver nominatformen finns också underarten B. d. barceloi.

## Bildgalleri

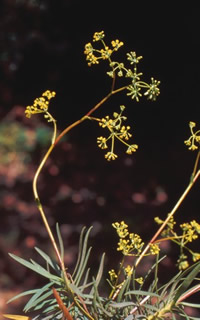
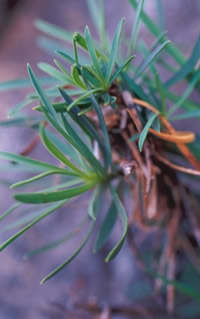
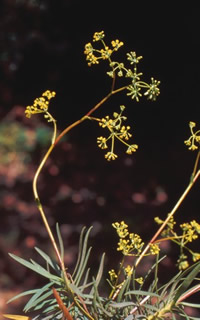
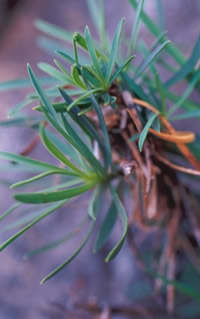